# Корнієнко Віктор Валерійович
Ві́ктор Вале́рійович Корніє́нко (14 лютого 1999, Полтава) — український футболіст, лівий захисник донецького «Шахтаря» та збірної України, який на правах оренди грає за полтавську «Ворсклу». 
Чемпіон світу молодіжного чемпіонату світу 2019 у складі  збірної України U-20.

## Клубна кар'єра
Займатися футболом розпочав у ДЮФШ «Ворскли» (Полтава). Згодом виступав за «Тернопіль» та «Іллічівець». Загалом у дитячо-юнацькій футбольній лізі України (ДЮФЛ) провів 53 матчі, забивши 9 голів.
Влітку 2016 року підписав контракт з донецьким «Шахтарем». Сезон розпочав за команду U-19, а з весни 2017 року виступає за команду U-21. У турнірах УЄФА дебютував 13 вересня 2017 року в домашньому матчі проти італійського «Наполі» (1:2) у рамках групового турніру юнацької ліги УЄФА.
27 червня 2019 року Корнієнко був відданий в оренду в «Маріуполь» на один сезон. У Прем'єр-лізі Віктор дебютував 11 серпня 2019 року в матчі проти «Карпат», вийшовши в основному складі та був замінений на 65 хвилині на Павла Полегенька. Загалом за сезон зіграв 19 ігор чемпіонату і забив 1 гол.
Влітку 2020 року повернувся до «Шахтаря», в основній команді якого дебютував 20 вересня 2020 року в матчі проти луганської «Зорі» (2-2).. Першою результативною дією відзначився 27 вересня 2020 року в дербі з «Олімпіком» (2:0) віддавши гольову передачу на Віктора Коваленко.

## Виступи за збірну
У турнірах під егідою УЄФА дебютував за збірну України (U-19) 4 жовтня 2017 року у відбірковому матчі чемпіонату Європи проти Албанії (1:0). В результаті з командою до 19 років Корнієнко став півфіналістом юнацького чемпіонату Європи 2018 року у Фінляндії.
У 2019 році у складі збірної України U-20 став чемпіоном світу на чемпіонаті, що проходив у Польщі. Він зіграв одну з ключових ролей в успіху України, зігравши у всіх 7 матчах своєї команди (6 з них — без заміни).

## Особисте життя
Одружений, дружина — Аріна. Подружжя має доньку Софію та сина Івана.

## Скандали
В листопаді 2020 року Віктор Корнієнко на своїй особистій сторінці в Instagram Stories попросив своїх підписників порадити йому російський фільм-бойовик: «Посоветуйте фильм, желательно русский боевик спасибо»(рос.), чим викликав незадоволення в уболівальників та ультрасів «Шахтаря», які запропонували захисникові переглянути фільми про війну на сході України. Згодом Корнієнко видалив свій пост.

## Статистика виступів

### Клубна статистика
Станом на 4 червня 2023
| Сезон              | Команда            | Чемпіонат          | Чемпіонат | Чемпіонат | Кубок країни | Кубок країни | Кубок країни | Континентальні кубки | Континентальні кубки | Континентальні кубки | Інші змагання | Інші змагання | Інші змагання | Усього | Усього |
| Сезон              | Команда            | Ліга               | Ігор      | Голів     | Ліга         | Ігор         | Голів        | Ліга                 | Ігор                 | Голів                | Ліга          | Ігор          | Голів         | Ігор   | Голів  |
| ------------------ | ------------------ | ------------------ | --------- | --------- | ------------ | ------------ | ------------ | -------------------- | -------------------- | -------------------- | ------------- | ------------- | ------------- | ------ | ------ |
| 2019–20            | «Маріуполь»        | УПЛ                | 19        | 1         | КУ           | 3            | 0            | ЛЄ                   | 1                    | —                    | —             | —             | —             | 23     | 1      |
| 2020–21            | «Шахтар»           | УПЛ                | 11        | 0         | КУ           | 1            | 0            | ЛЧ+ЛЄ                | 3+1                  | 0                    | СКУ           | 0             | 0             | 16     | 0      |
| 2021–22            | «Шахтар»           | УПЛ                | 10        | 1         | КУ           | 1            | 0            | ЛЧ                   | 2                    | 0                    | СКУ           | 0             | 0             | 13     | 1      |
| 2022–23            | «Шахтар»           | УПЛ                | 1         | 0         | —            | —            | —            | ЛЧ+ЛЄ                | 0                    | 0                    | —             | —             | —             | 1      | 0      |
| Всього за «Шахтар» | Всього за «Шахтар» | Всього за «Шахтар» | 22        | 1         | —            | 2            | 0            | —                    | 6                    | 0                    | —             | 0             | 0             | 30     | 1      |
| Всього за кар'єру  | Всього за кар'єру  | Всього за кар'єру  | 41        | 2         | —            | 5            | 0            | —                    | 7                    | 0                    | —             | 0             | 0             | 53     | 2      |

### Матчі за збірну
Станом на 9 жовтня 2021 року
| Дата       | Місто     | Господарі | Результат | Гості   | Турнір            | Голи | Примітки |
| ---------- | --------- | --------- | --------- | ------- | ----------------- | ---- | -------- |
| 08-09-2021 | Пльзень   | Чехія     | 1 – 1     | Україна | товариський матч  | 1    |          |
| 09-10-2021 | Гельсінкі | Фінляндія | 1 – 2     | Україна | Відбір до ЧС 2022 | -    | 46'      |
| Усього     |           | Матчів    | 2         |         | Голів             | 1    |          |

## Титули та досягнення
«Шахтар»
- Чемпіон України (1): 2022-23
- Володар Суперкубка України (1): 2021

«Збірна України U-20»
- Чемпіон світу серед молоді: 2019

## Державні нагороди
- Орден «За заслуги» III ст. (2019)[10]